# Sven Habermann
Sven Habermann (Berlin, 1961. november 3. – ) kanadai válogatott labdarúgókapus. 

## Pályafutása

### Klubcsapatban
Berlinben született, Nyugat-Németországban. 1983–1984 között a Toronto Blizzard, 1985–1986 között a Toronto Inex játékosa volt. 1987-ben a Calgary Kickers, 1988–89-ben a Vancouver 86ers, 1990-ben a Hamilton Steelers csapatában védett.

### A válogatottban
1983 és 1986 között 11 alkalommal szerepelt a kanadai válogatottban. Részt vett az 1984. évi nyári olimpiai játékokon és az 1986-as világbajnokságon, de egyetlen mérkőzésen sem lépett pályára.